# Єфаєва Олена Сергіївна
Єфа́єва Оле́на Сергі́ївна (*6 червня 1989) — російська фігуристка, що виступала в парному катанні. У 2009 році припинила свою спортивну кар'єру.

## Спортивна кар'єра
В 2003—2007 роках виступала в парі з Олексієм Меньшиковим, з яким в 2004 та 2005 роках займала 6 місця в Чемпіонаті Росії, а в 2007 році стала бронзовим призером. Того ж року вони зайняли 6 місця на Чемпіонаті Європи та Чемпіонаті світу серед юніорів, 5 місце на зимових Універсіадах та 7 місце на гран-прі Skate America. Пара розійшлась через те, що спортсмени зійшлись в зрості і виникли труднощі у виконанні деяких елементів. Олексій вирішив завершити кар'єру, а Олена встала в пару з Сергієм Росляковим, який для спільного тренування переїхав з Москви до Пермі.
На Чемпіонаті Росії пара виступала не дуже вдало і зайняла 10, останнє, місце. Після такого результату пара припинила своє існування. В сезоні 2009 року Олена почала виступати з новим партнером — Артемом Патласовим. На Чемпіонаті Росії вони зайняли 8 місце, після чого Олена припинила свою спортивну кар'єру.